# Hīdaj
Hīdaj (persiska: هيدج, هَيا) är en ort i Iran.   Den ligger i provinsen Zanjan, i den nordvästra delen av landet, 210 km väster om huvudstaden Teheran. Hīdaj ligger 1 630 meter över havet och antalet invånare är 11 798.
Terrängen runt Hīdaj är kuperad åt nordväst, men åt sydost är den platt.Runt Hīdaj är det ganska tätbefolkat, med 80 invånare per kvadratkilometer. Närmaste större samhälle är Khorramdarreh, 7,3 km sydost om Hīdaj. Trakten runt Hīdaj består i huvudsak av gräsmarker.